# Alexandria (Indiana)
Pour les articles homonymes, voir Alexandrie (homonymie).
Alexandria est une municipalité américaine située dans le comté de Madison en Indiana. Lors du recensement de 2010, sa population est de 5 145 habitants.

## Géographie
Alexandria se trouve au sein du township de Monroe (en) dans le centre de l'Indiana. Elle est située à 18 km au nord d'Anderson, le siège du comté, et à 90 km au nord-est d'Indianapolis, la capitale de l'État.
Selon le Bureau du recensement des États-Unis, la municipalité s'étend en 2010 sur une superficie de 2,63 milles carrés (6,81 km2).

## Histoire
La localité est fondée en 1836,. Elle se trouve alors sur la tracé de l'Indiana Central Canal, qui sera finalement abandonné,. Alexandria devient une municipalité en 1876.
Alexandria connait une explosion démographique après la découverte de gaz naturel dans la région en 1887. Le premier tramway vicinal de l'Indiana est ouvert en 1898, reliant Alexandria à Anderson. Les réserves de gaz sont épuisées dans les années 1920 et la ville voit de nombreuses usines fermer ; le tramwnay s'arrête durant la décennie suivante.

## Démographie
La population d'Alexandria est estimée à 5 015 habitants au 1er juillet 2017.
| Groupe                           | Alexandria (2016) | Indiana (2017) | États-Unis (2017) |
| -------------------------------- | ----------------- | -------------- | ----------------- |
| Blancs                           | 98,7              | 85,4           | 76,6              |
| Métis                            | 0,8               | 2,1            | 2,7               |
| Afro-Américains                  | 0,1               | 9,7            | 13,4              |
|                                  |                   |                |                   |
| Hispaniques et Latino-Américains | 3,3               | 7,0            | 18,1              |

Le revenu par habitant était en moyenne de 19 245 dollars par an entre 2012 et 2016, inférieur à la moyenne de l'Indiana (26 117 dollars) et à la moyenne nationale (29 829 dollars). Sur cette même période, 24,5 % des habitants d'Alexandria vivaient sous le seuil de pauvreté (contre 14,1 % dans l'État et 12,7 % à l'échelle des États-Unis).